# Paperino e il cimiero vichingo
Paperino e il cimiero vichingo (The Golden Helmet) è una storia a fumetti di Carl Barks.
È apparsa per la prima volta in USA su Four Color N. 408 (1952), e in Italia su Albi d'Oro n. 339 della Mondadori, il 12 settembre 1952.

## Trama
Paperino è un guardiano di un museo annoiato dal suo lavoro monotono, e anela alla dura vita degli antichi Vichinghi. Il racconto ruota attorno alla rivalità per il possesso di un elmo dorato appartenuto in precedenza a Olaf l'Azzurro, che proverà che il possessore è il padrone del Nord America. Azure Blue, che afferma di essere l'ultimo discendente di Olaf, e il suo avvocato senza scrupoli, Sylvester Sharky, partono per un viaggio in mare per recuperare l'elmo. Paperino e i nipotini, per raggiungere l'elmo prima di loro e impedire ad Azure Blue di diventare imperatore del Nord America, si dirigono sulle coste del Labrador, su mandato del direttore del museo.
Dopo che la sua nave è stata rubata da Azure, Paperino naviga come i vichinghi senza ausilio di equipaggiamenti moderni. Spalleggiati da una legge che si basa sul possesso di proprietà, l'elmo scatena una frenetica ricerca del potere passando da Azure al direttore del museo, quindi a Paperino e infine a Sharky. Ognuno di loro dichiara di essere l'ultimo discendente di Olaf e quindi il legittimo proprietario del Nord America. Alla fine sono i nipotini a ristabilire il buon senso: uno di loro tira in faccia a Sharky un pesce, facendo sì che l'elmo finisca in mare. Nondimeno, un altro nipotino guarda con brama il punto in cui il cimiero vichingo è scomparso, anche lui suscettibile al fascino del potere. "Ho visto, sai, come ti scintillavano le pupille!" gli dice uno dei fratelli prendendolo a calci.
Sparito l'elmo Paperino torna a fare il custode al museo, appagato a sufficienza del suo iniziale bisogno di avventura e felice infine di interessarsi anche lui ai "paralumi ricamati" che un visitatore vuole osservare.

## Personaggi
- Paperino: custode del Museo di Paperopoli, aspirante eroe, emulo dei "gagliardi vichinghi".
- Qui Quo Qua: nipoti di Paperino
- Direttore del Museo
- Azure Blue, pretendente al trono del Nord America
- Avvocato Sharky, consulente legale di Azure

## Sequel
Di questa storia esistono dei sequel:
- Paperino e le carte perdute di Colombo di Don Rosa
- Topolino e l'imperatore d'America di Massimo De Vita

## Prequel
- Paperino e il conquistatore Vichingo di Riccardo Secchi e Francesco Guerrini

## Pubblicazioni
- Albi d'Oro n. 339 (12/9/1952)
- Albi della Rosa n. 115 (20/1/1957)
- Io, Paperino [Prima Edizione] (10/1971)
- Io, Paperino [Seconda Edizione] (9/1979)
- Super Almanacco Paperino n. 14 (11/1979)
- Albi Paperino Carl Barks (Associazione Nazionale Amici del Fumetto) n. 15 (9/1985)
- Paperino Mese n. 119 (5/1990)
- Zio Paperone n. 31 (4/1992)
- I Classici del fumetto BUR (22/11/2000)
- Paperino - Carl Barks (Carl Barks - Comic Art) n. 15 (11/2002)
- La Grande Dinastia dei Paperi n. 4 (1/2008)

## Curiosità
Di questa storia Carl Barks ha disegnato anche la copertina, da cui ha tratto ispirazione per un suo quadro a olio.